# Latarnia Morska Hel
Latarnia Morska Hel – latarnia morska na polskim wybrzeżu Bałtyku, położona w mieście Hel (powiat pucki, województwo pomorskie), na końcu Mierzei Helskiej. Administrowana przez Urząd Morski w Gdyni.
Latarnia znajduje się pomiędzy Latarnią Morską Jastarnia a Latarnią Morską Gdańsk Port Północny.

## Dane techniczne
- Położenie: 54°36′06″N 18°48′56″E
- Wysokość wieży: 41,50 m (do górnej krawędzi radaru)
- Wysokość światła: 40,80 m n.p.m. (38,8 m n.p.m. według niemieckiego Spisu Świateł z 1944 r.)[3], od 2013.03.01 wysokość św. 39 m[4]
- Zasięg nominalny światła: 17 Mm (31,5 km)
- Sektor widzialności światła: 151°-102°
- Charakterystyka światła: izofazowe
  - Światło: 5,0 s
  - Przerwa: 5,0 s
  - Okres: 10,0 s
- Moc źródła światła: 1000 W
- Dwupozycyjny zmieniacz
- Cylindryczna soczewka Fresnela

Wieża ma kształt ośmioboczny i wykonana jest z czerwonej cegły.
Od 2003 na latarni znajduje się także radar brzegowy (wysokość anteny radarowej 42,5 m n.p.m.) Systemu Kontroli Ruchu Statków VTS – Zatoka Gdańska oraz system automatycznej identyfikacji statków (AIS).

## Historia
Po 1647 roku zbudowano specjalny żuraw drewniany z zawieszonym na nim żelaznym kotłem na węgiel. W okresie od 24 sierpnia do 3 maja blask ognia wskazywał drogę żeglarzom. W 1667 roku konstrukcja spłonęła i nową latarnię zbudowano 500 kroków za ostatnimi zabudowaniami, nad samym brzegiem morza. Zasięg światła był o wiele większy, bo żelazny zasobnik z zapaloną smolą i kosz z rozżarzonym węglem wciągano na dwudziestometrowy maszt. Znaczne koszty utrzymania latarni pokrywała Gdańska Rada Miejska, nakładając specjalne opłaty na statki wchodzące do Gdańska.
Budowę pierwszej latarni morskiej na Helu rozpoczęto w roku 1806, którą ukończono po 20 latach w 1826 roku, a jej otwarcie miało miejsce 1 sierpnia 1827 roku. Wieża latarni miała przekrój okrągły, o wysokości 42 metrów. Źródłem światła było 6 lamp na olej rzepakowy (palnik Arganda) osadzonych na obrotowym mechanizmie zegarowym. Wieża latarni na skutek parcia wiatrów odchylała się i jak obliczono, przy silnym wietrze mogła się odchylać nawet o stopę i więcej. Po prawie 100 latach firma Pintsch zainstalowała w latarni lampę naftową w czterosoczewkowym aparacie optycznym, a w roku 1938 wprowadzono światło elektryczne z żarówką mocy 3000 W. Aby latarnia była lepiej widoczna pomalowano ją w 1929 roku w biało czerwone poziome pasy.
W przypadku niepogody w Helu oddawano co cztery minuty strzały z armaty. W 1910 roku podczas takiego wystrzału nastąpiła eksplozja prochu, w wyniku której zginął latarnik May. Wcześniej, około roku 1905 zbudowano na wieży maszt do dawania sygnałów ostrzegawczych - sygnalizacji sztormowej.
W 1926 roku zainstalowano tam lampę naftową z czterema soczewkami. W 1929 roku latarnię otynkowano i pomalowano w biało-czerwone pasy. W roku 1938 zainstalowano na latarni żarówkę elektryczną o mocy 3000 W. W czasie obrony Helu latarnia na rozkaz komandora Włodzimierza Steyera za zgodą Dowództwa Floty wysadzono w powietrze latarnię 16 września 1939 roku o godz.13.30 dla utrudnienia celowania niemieckiej artylerii. W 1942 roku, w czasie okupacji niemieckiej, latarnię odbudowano około 10 metrów na południowy wschód od fundamentu pierwszej latarni z lat 1826–1939. Do czasu remontu z 2001 roku, miejsce po fundamencie starej latarni było oznaczone kotwicą w betonowym murku, o zarysie fundamentu starej latarni, na trawniku przed nową latarnią. W ramach remontu w 2001 roku usunięto murek, prowadząc przez niego nowy chodnik z kostki betonowej. Oznaczenia śladu po fundamencie latarni z 1826 roku wysadzonej w 1939 roku nie zachowano.
Źródłem światła jest żarówka 1000 W, która w przypadku przepalenia wykonuje automatycznie obrót o 180° by ustawić żarówkę zapasową. Helska latarnia jest znaczącym punktem dla żeglugi, szczególnie dla portów w Gdańsku i Gdyni. Od 1957 była także ona także radiolatarnią wysyłającą alfabetem Morse'a sygnał „HL” „• • • •    • — • •„. W 1989 na wieży zainstalowano antenę radarową systemu kontroli ruchu statków. 1 maja 2003 helska latarnia została włączona do systemu nadzoru ruchu statków VTS Zatoka Gdańska.
W 1999 roku staraniem stowarzyszenia „Przyjaciele Helu” wmurowano w ścianę latarni tablicę, upamiętniającą wizytę Marszałka Józefa Piłsudskiego w tym miejscu w dniu 1 lipca 1928 roku. W latach 1992 i 2001 przeprowadzono remonty latarni, sfinansowane wspólnie przez Urząd Morski w Gdyni i Towarzystwo Przyjaciół Narodowego Muzeum Morskiego w Gdańsku.
Z latarni roztacza się widok na całą Zatokę Gdańską i sąsiednie latanie morskie w: Jastarni, Rozewiu i Porcie Północnym, wygaszone latarnie morskie Góra Szwedów i Gdańsk Nowy Port

## Galeria

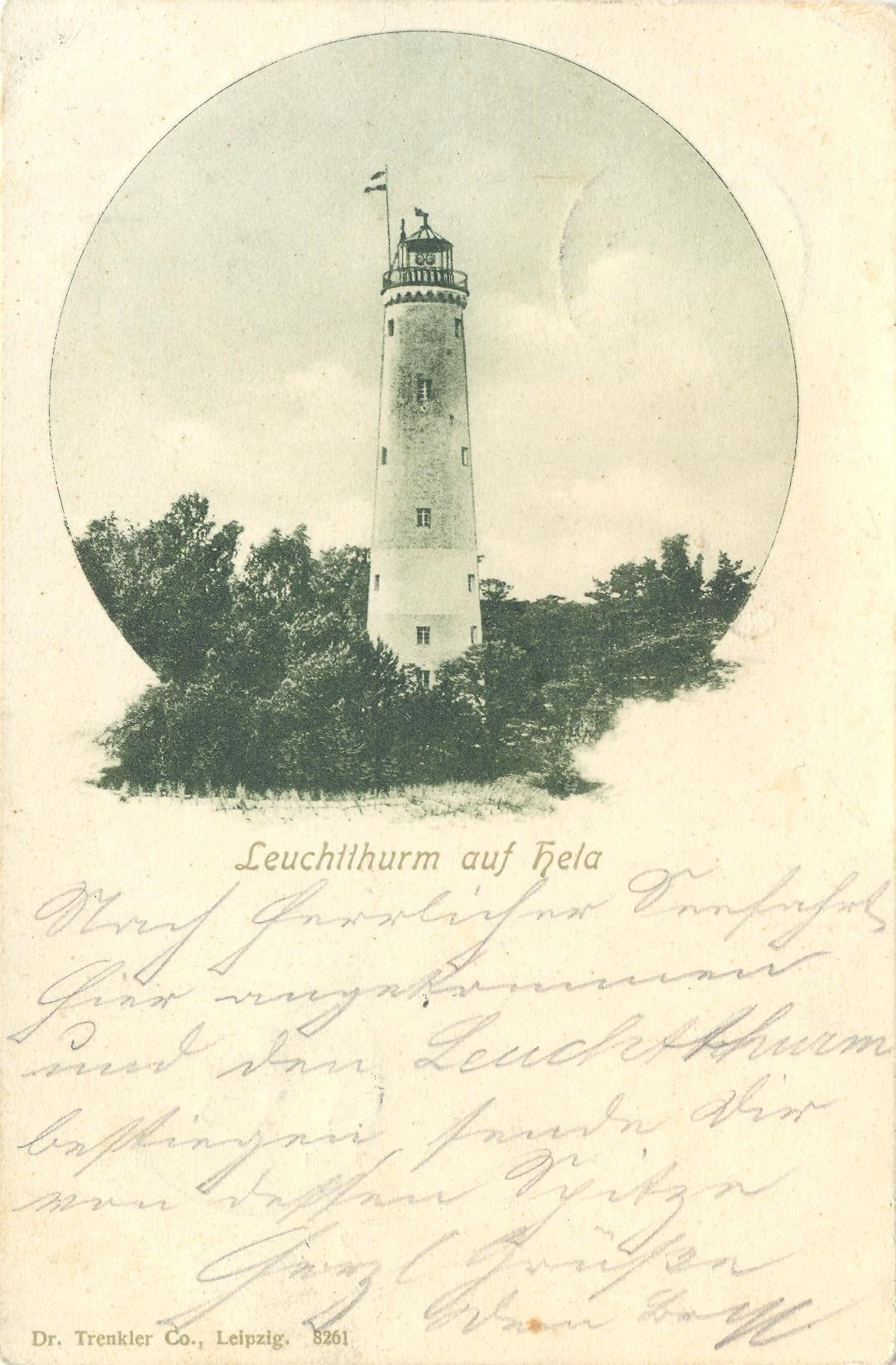
5 lipca 1900
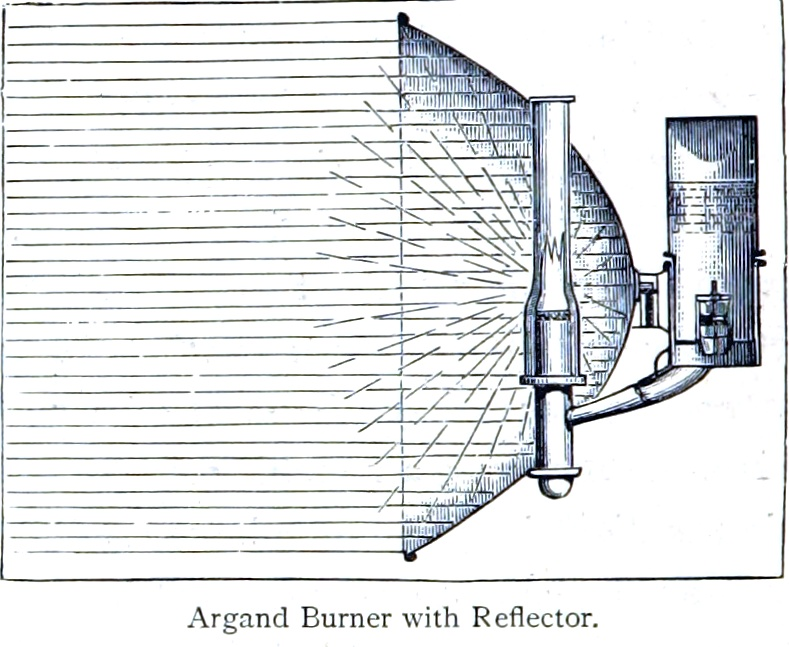
palnik olejowy Arganda z reflektorem - źródło światła latarni morskiej w 1826
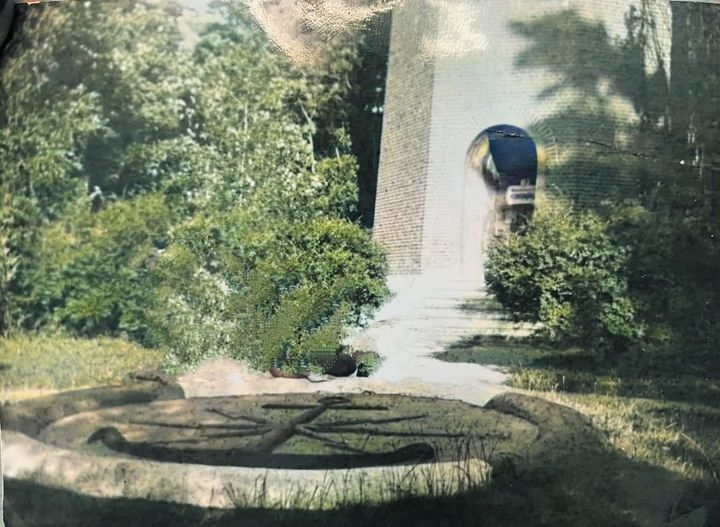
Oznaczenie fundamentu latarni morskiej Hel z lat 1826–1939 do 2001
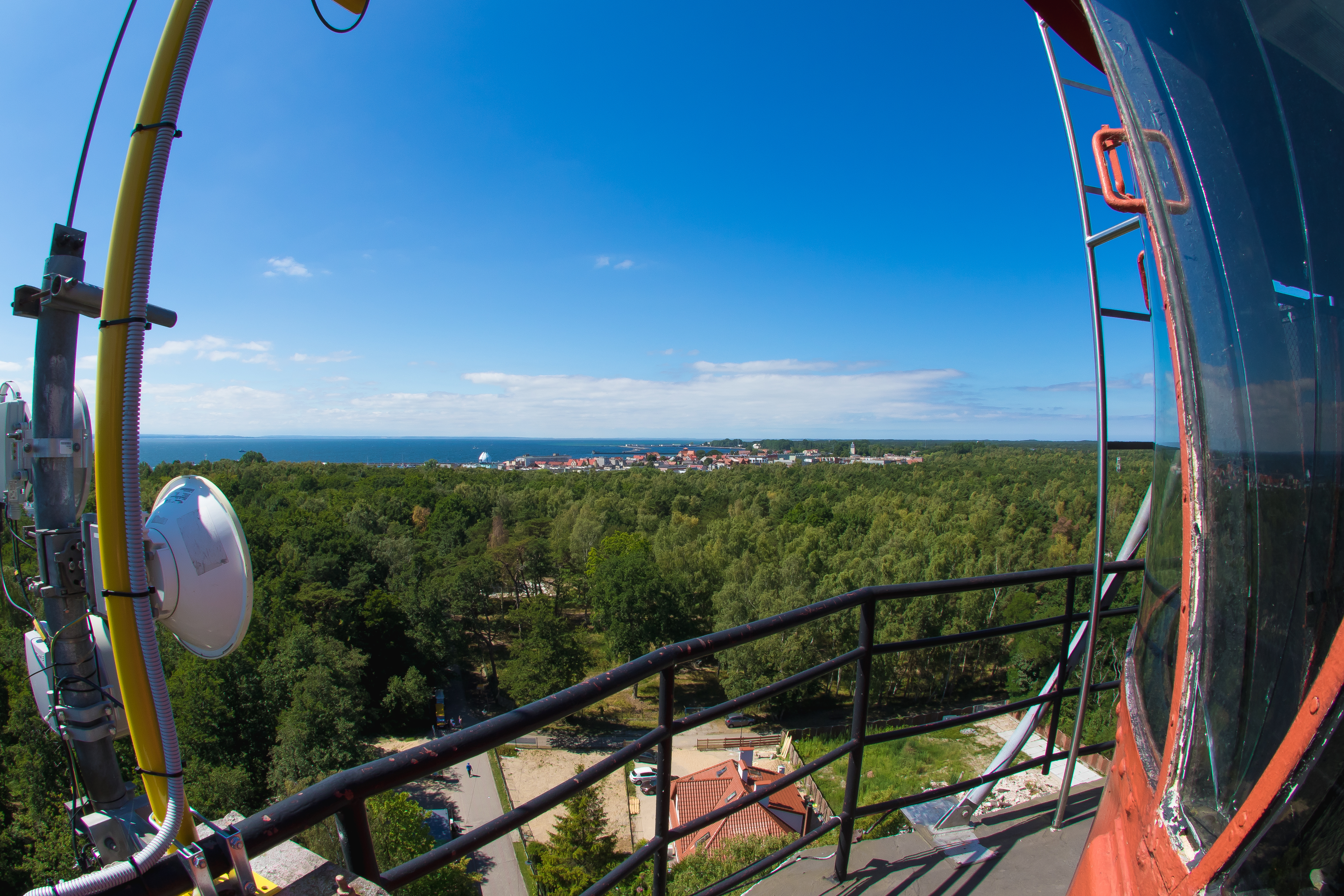
Widok z tarasu latarnia morskiej Hel w kierunku miasta – 2018
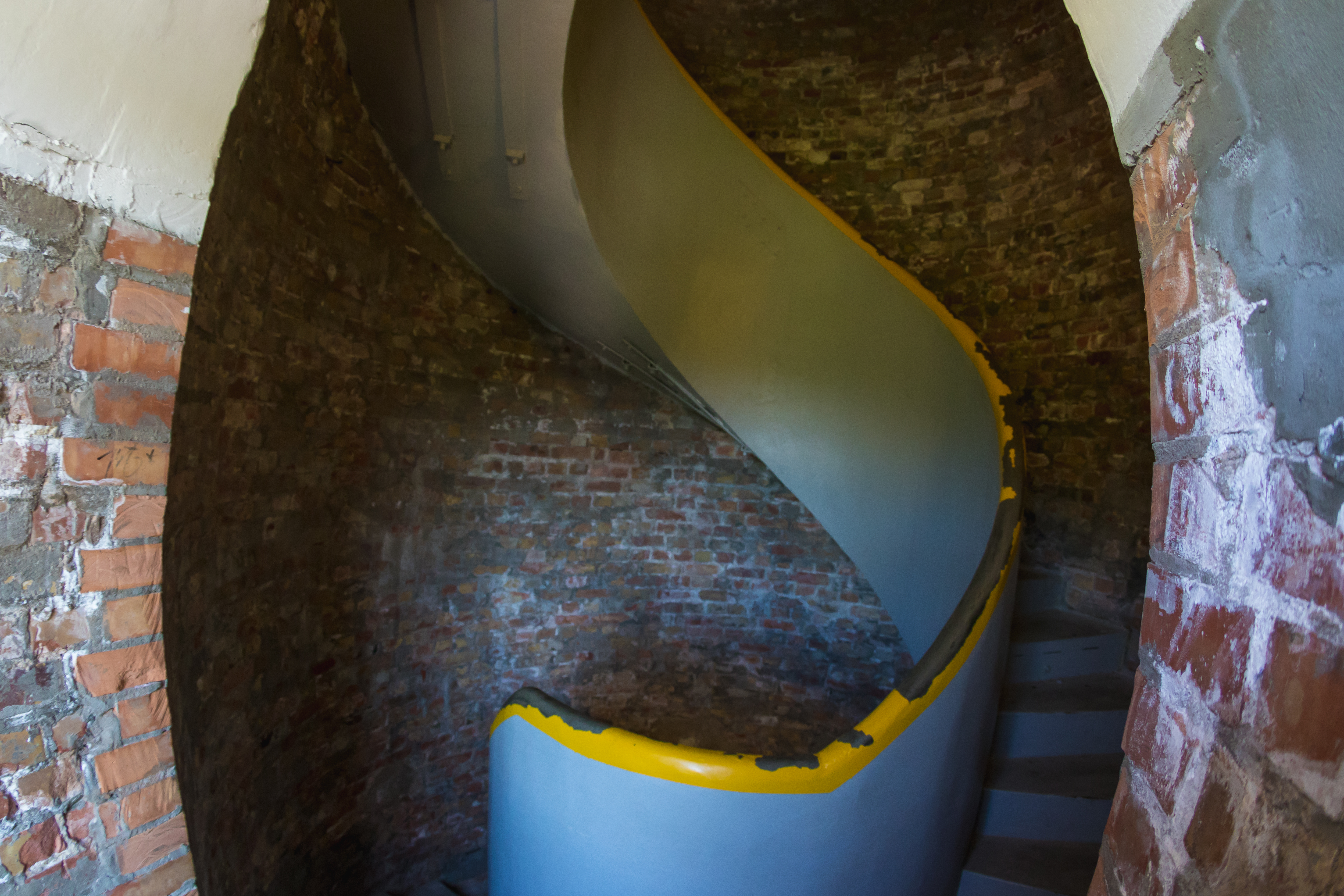
Schody wewnątrz latarni morskiej Hel – 2018
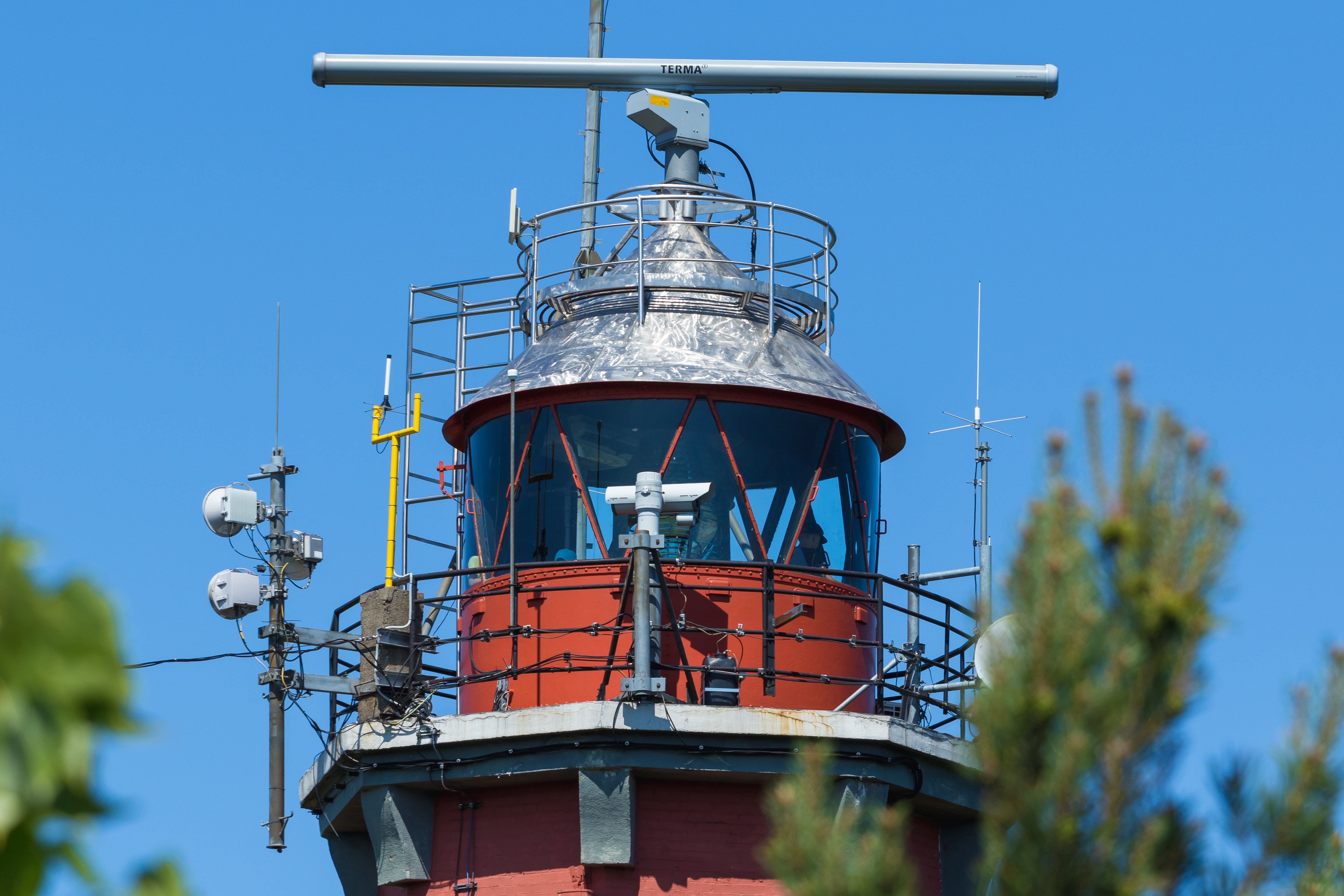
Laterna latarni morskiej Hel widziana od strony cypla – 2018
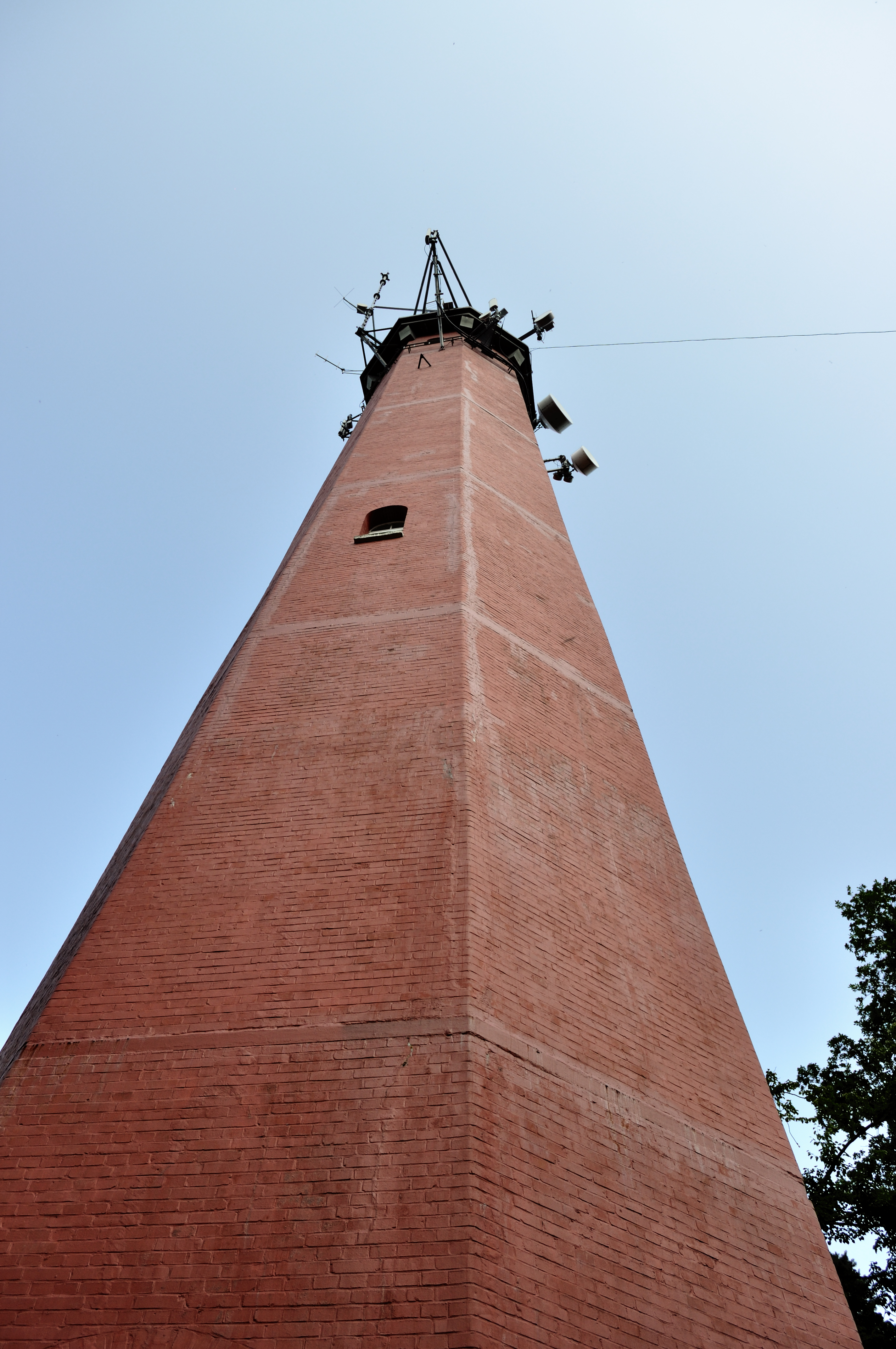
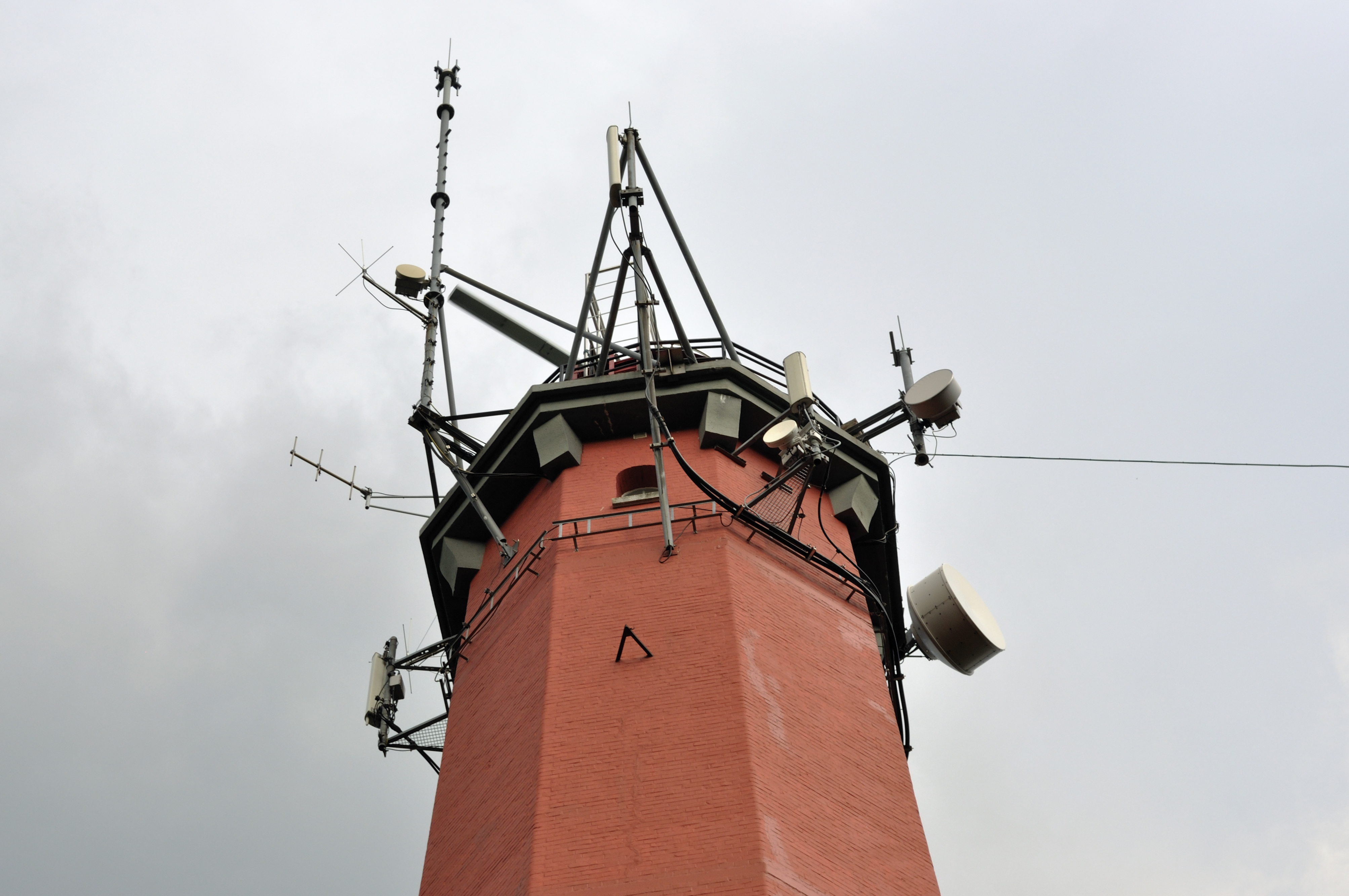
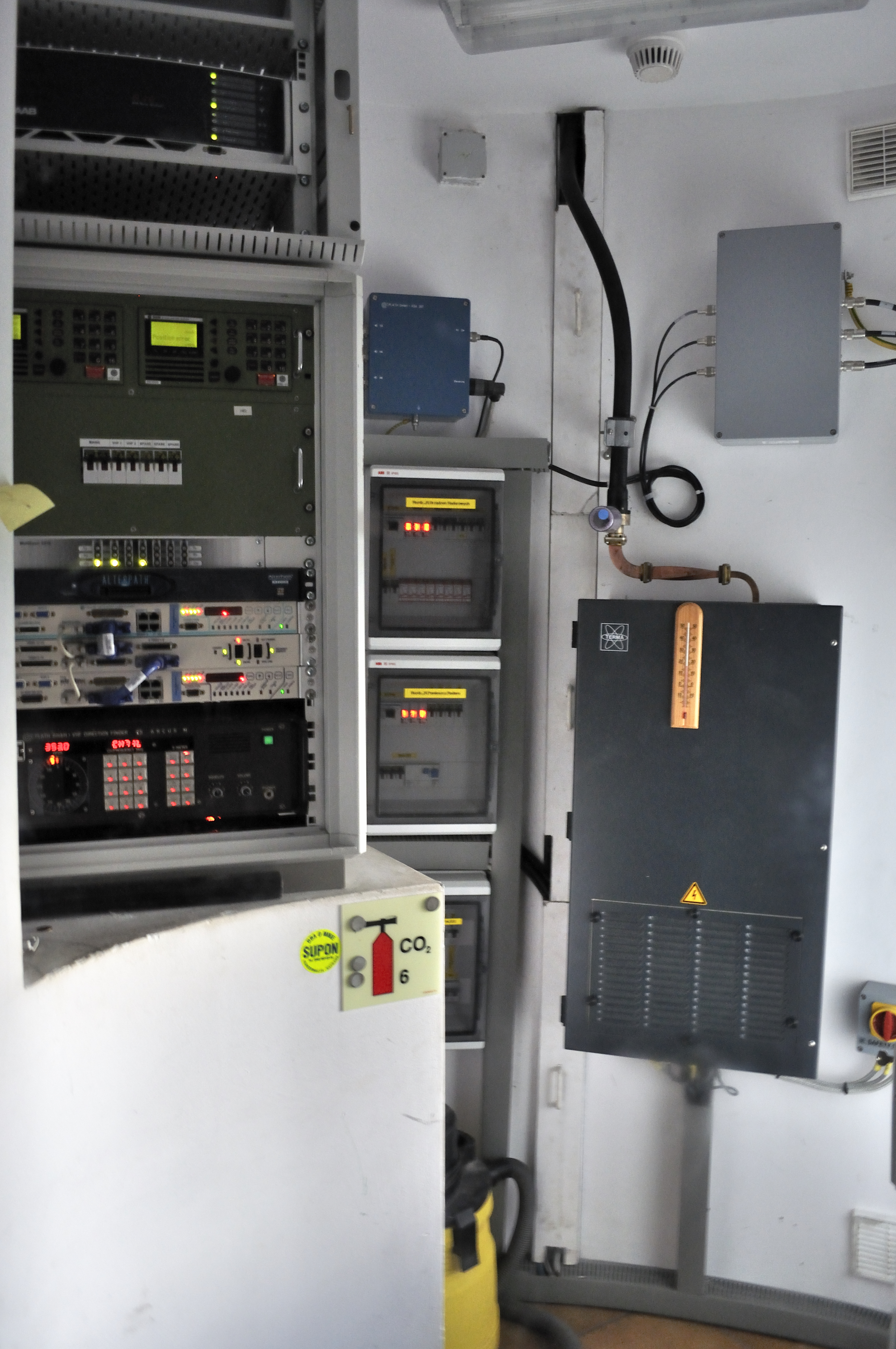
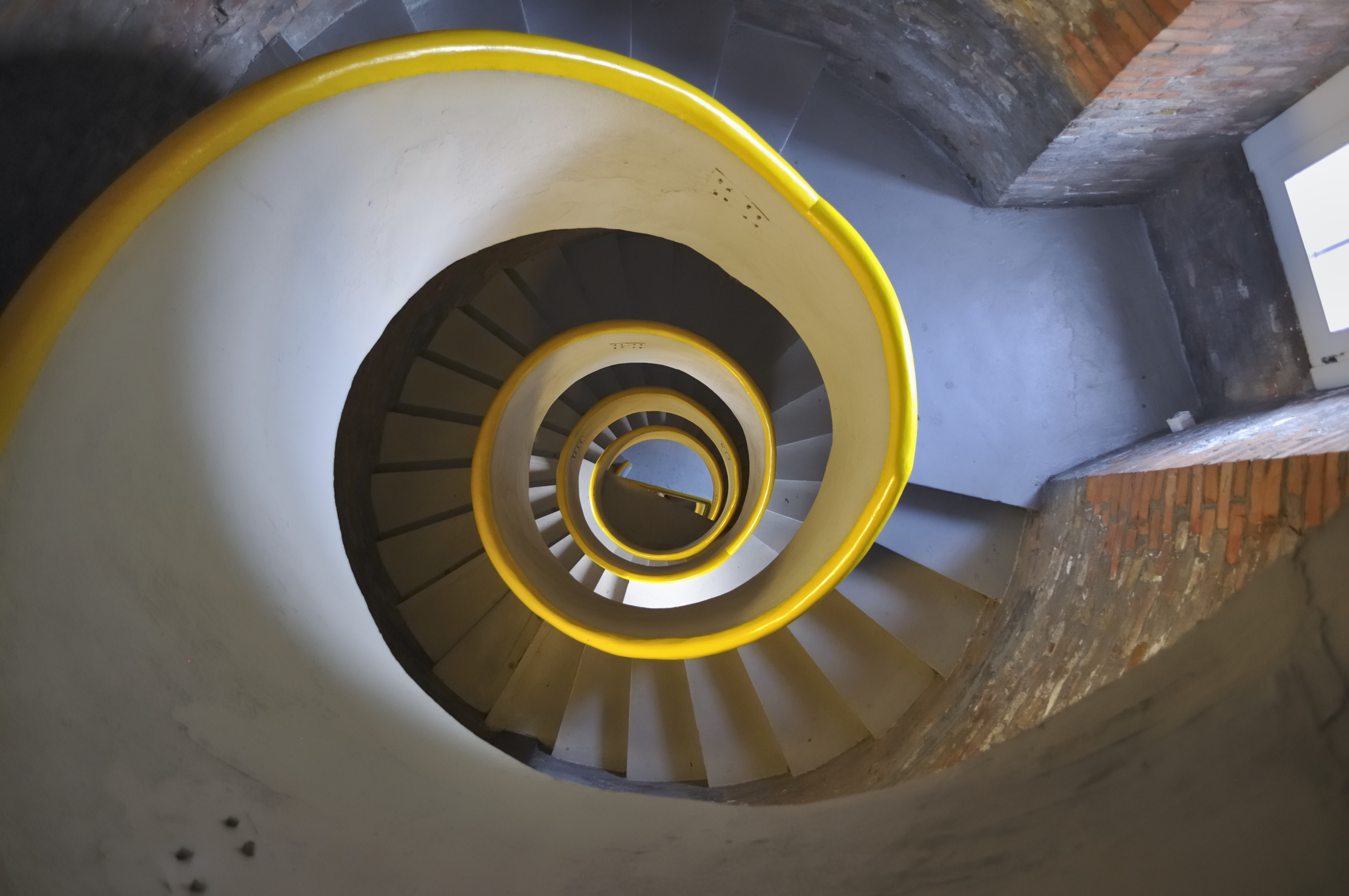
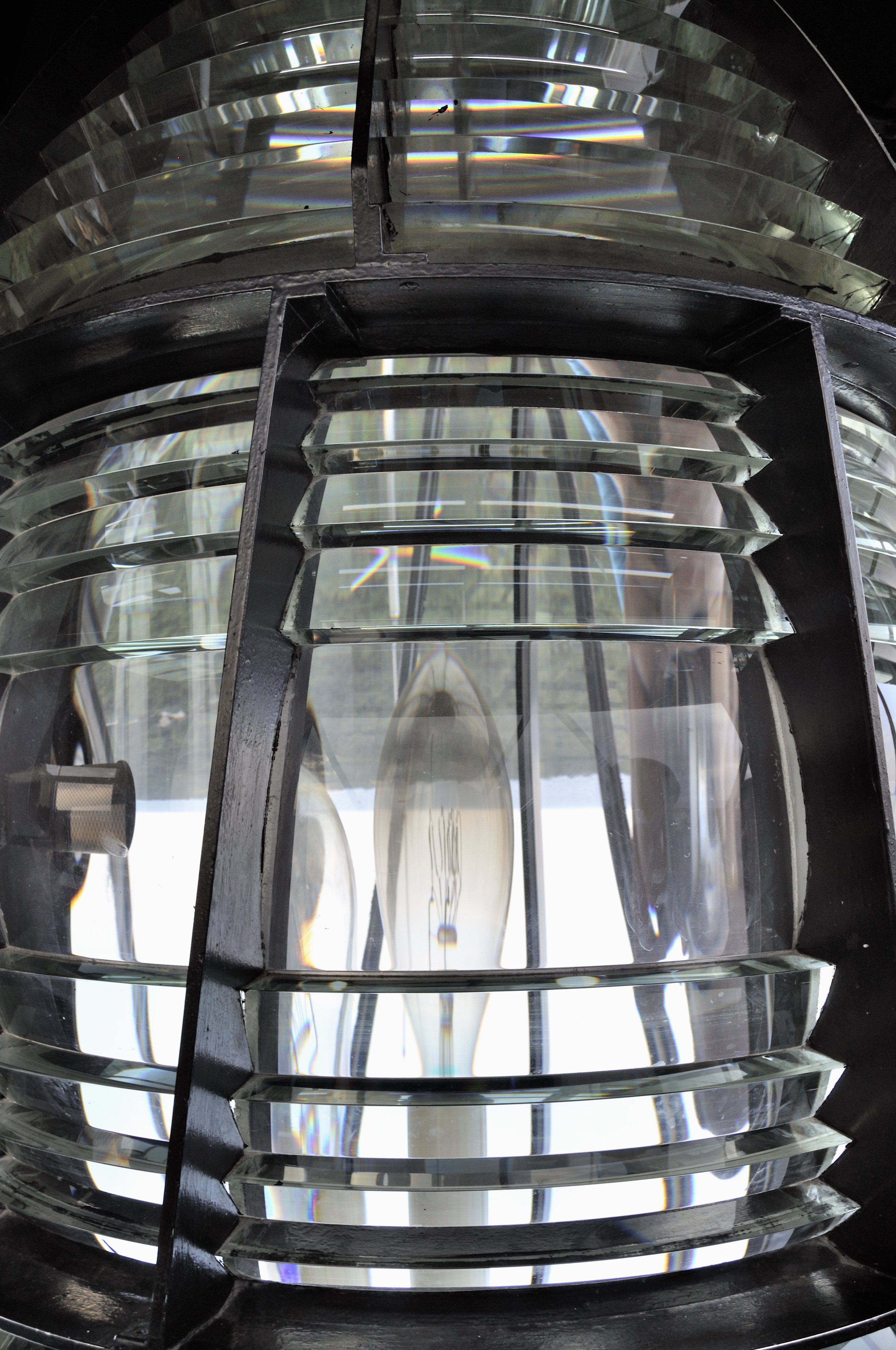
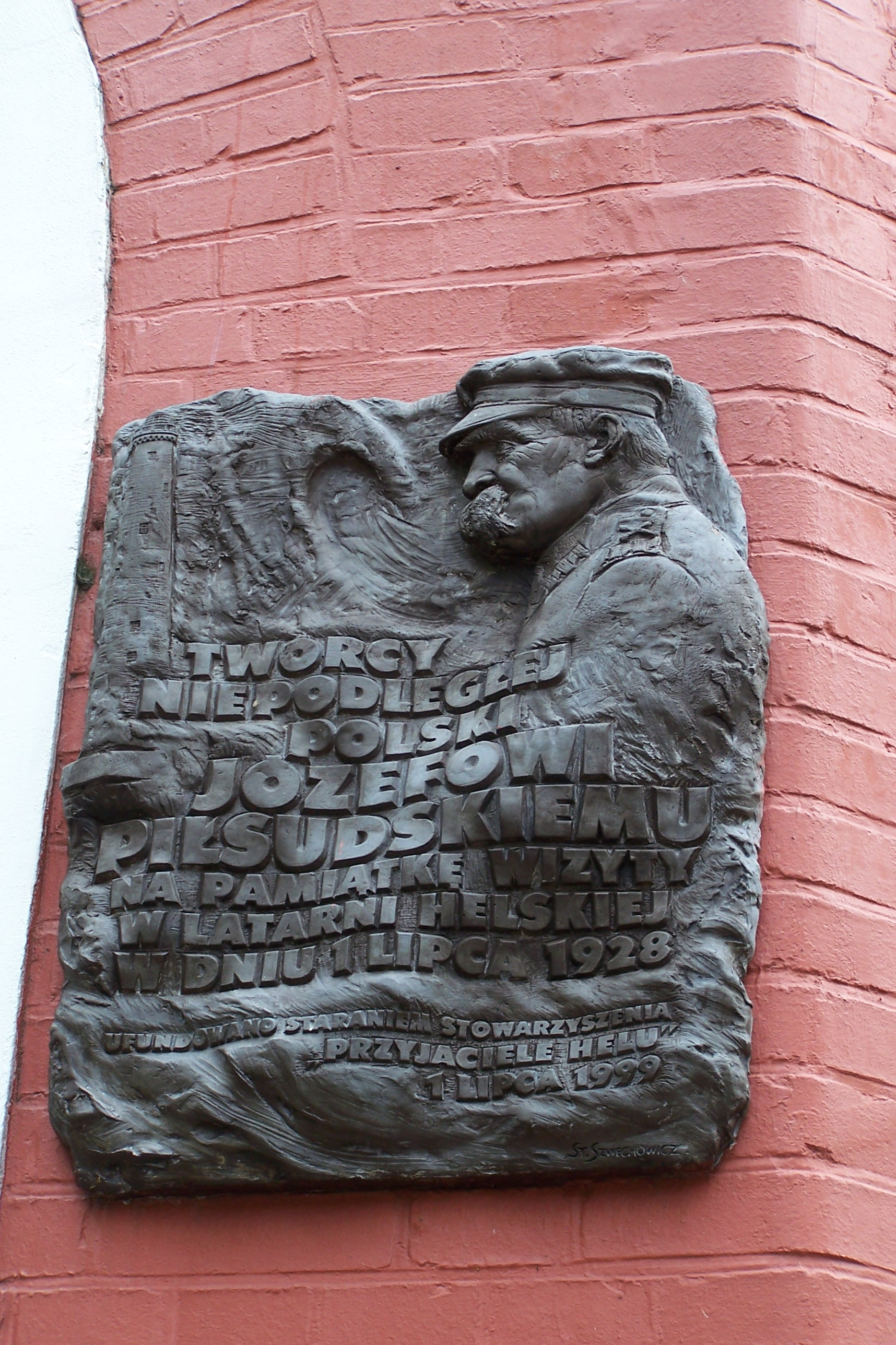
Tablica upamiętniająca wizytę marszałka Józefa Piłsudskiego
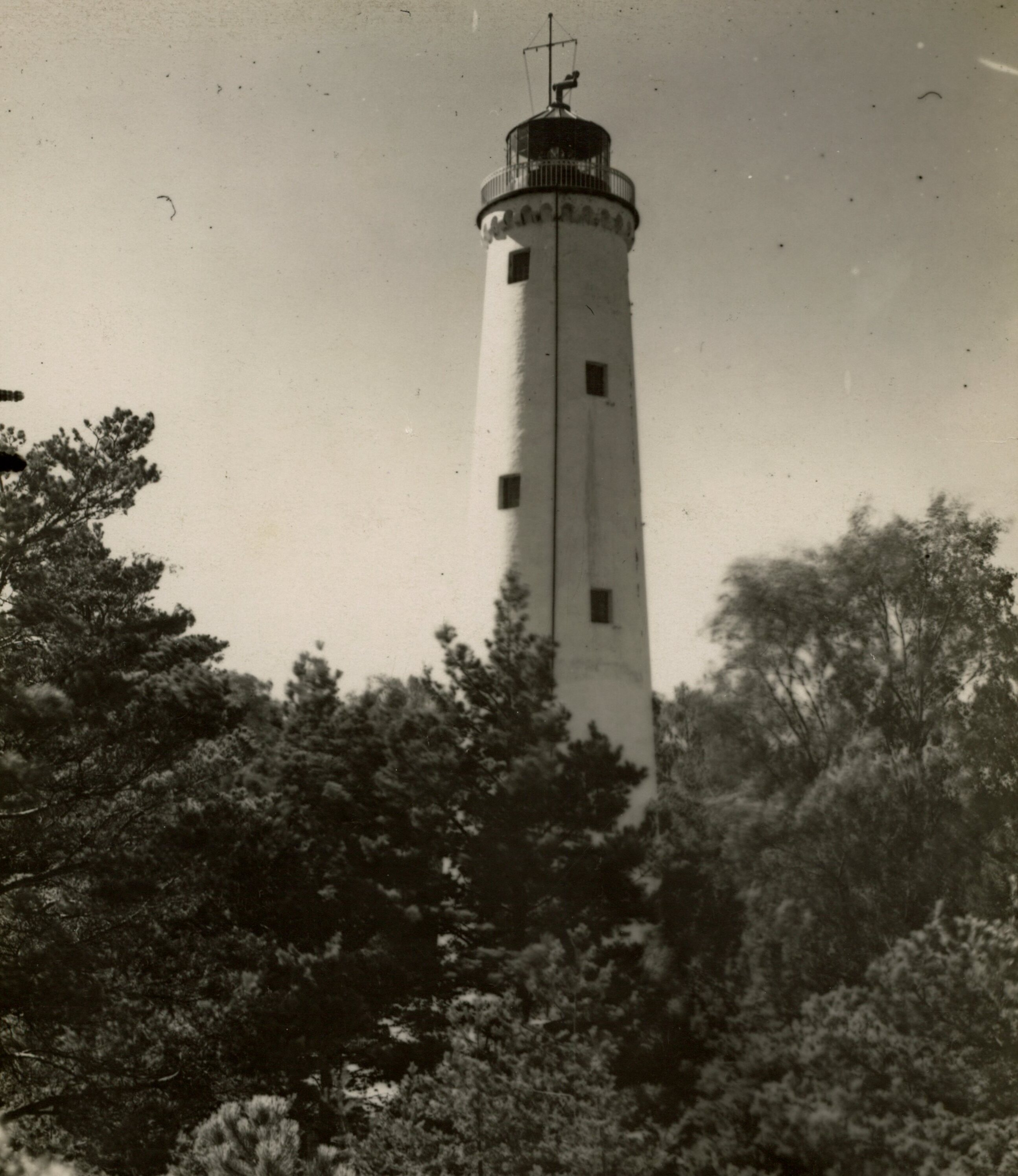
Widok latarni przed 1924
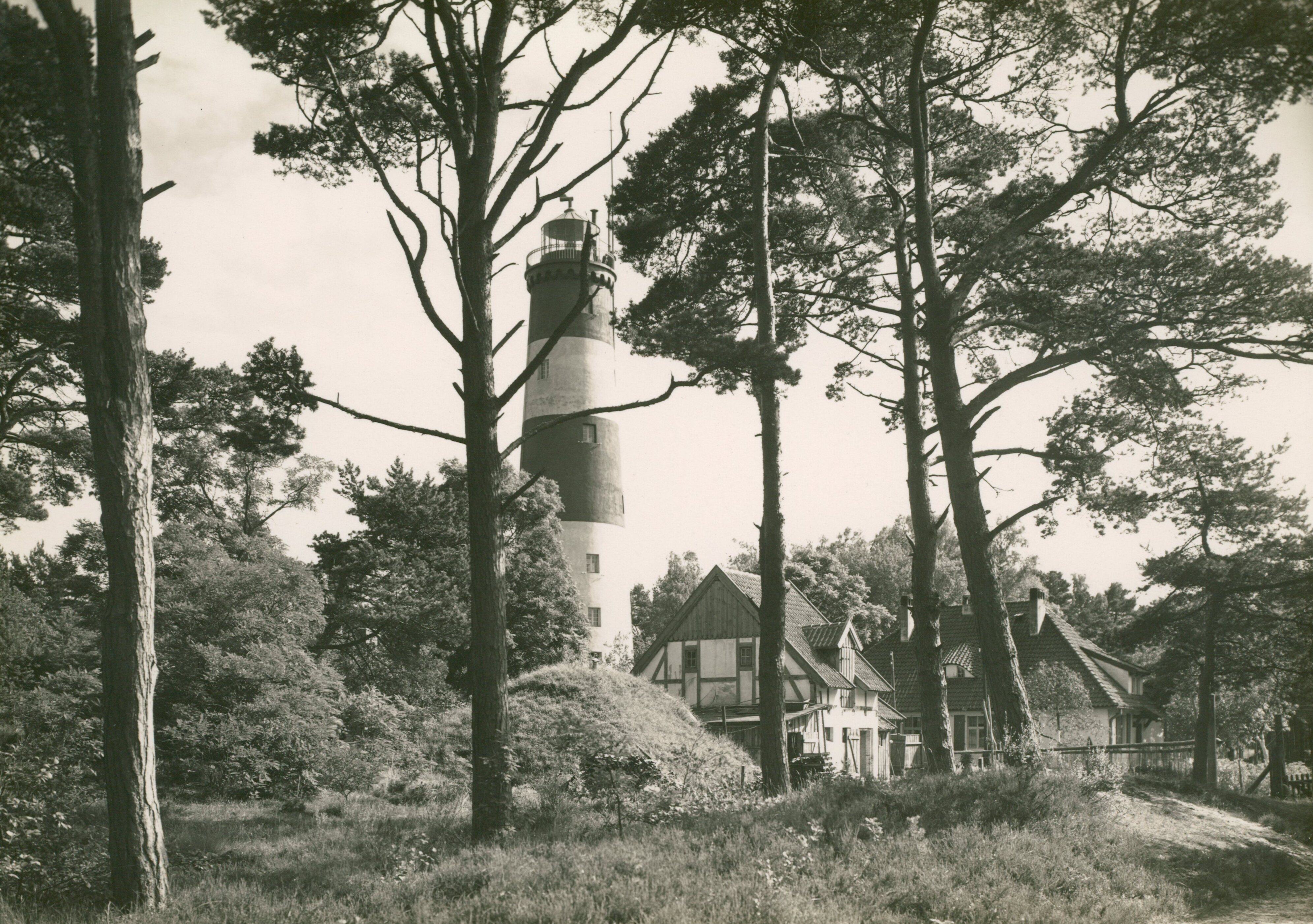
Latarnia w latach 30. XX w.

## Literatura
- Marian Czerner: Latarnie morskie polskiego wybrzeża. Poznań: Wydawnictwo Poznańskie, 1967. Brak numerów stron w książce